# Газовик (стадион)
«Газови́к» — футбольный стадион в Оренбурге. Является домашней ареной клубов «Оренбург» и «Оренбург-2».

## Местоположение
Стадион расположен в микрорайоне Ростоши на окраине Оренбурга, в квартале улиц Цветной бульвар — Садовое кольцо — Николаева — Берёзовая Ростошь. В непосредственной близости от стадиона находится ещё несколько спортивных сооружений — ледовый дворец «на Цветном бульваре», спорткомплекс «Юбилейный», в 200 метрах от стадиона располагается гостиница «Ростоши». Во время матчей практикуется перекрытие прилегающих улиц для организации прохода зрителей на стадион.

## История
Стадион «Газовик» построен в 2001—2002 годах на средства ООО «Оренбурггазпром». Изначально стадион имел естественный газон без подогрева и трибуны, вмещающие около 4 800 зрителей, навеса над зрительскими местами не было. Стадион сразу был построен чисто футбольным, без легкоатлетических дорожек.
Открытие состоялось 25 августа 2002 года матчем второго дивизиона (зона «Урал») чемпионата России по футболу между оренбургским «Газовиком» и уфимским «Строителем». В дебютном матче на новом стадионе хозяева одержали победу со счётом 2:0.
В 2004 году натуральный газон поля был заменён на искусственный.

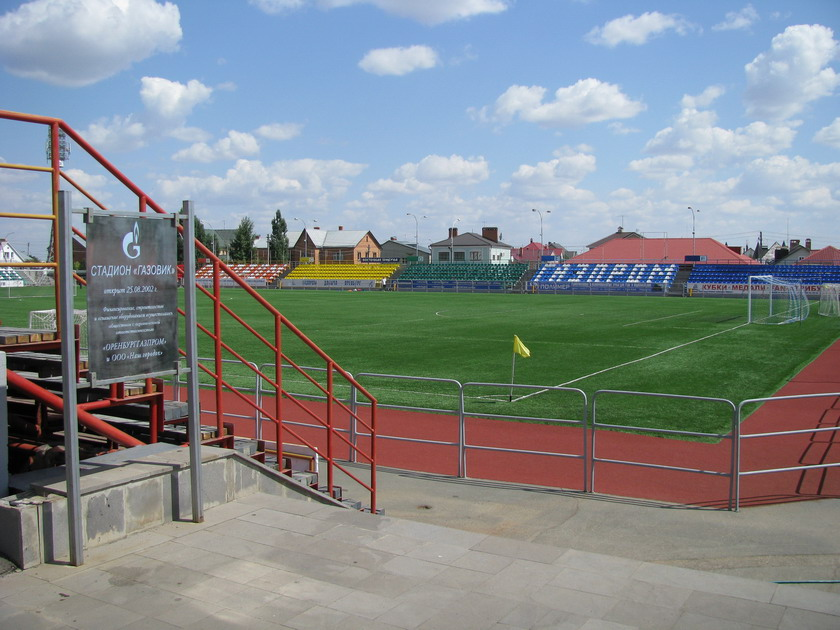
Стадион «Газовик» в 2009 году

В 2006 году сдан в эксплуатацию административно-бытовой корпус с размещением раздевалок, восстановительного центра и других помещений. В нём же разместился офис ФК «Газовик». В 2009 году был смонтирован подогрев поля и установлено большое цифровое табло.

### Реконструкция 2014—2016 годов

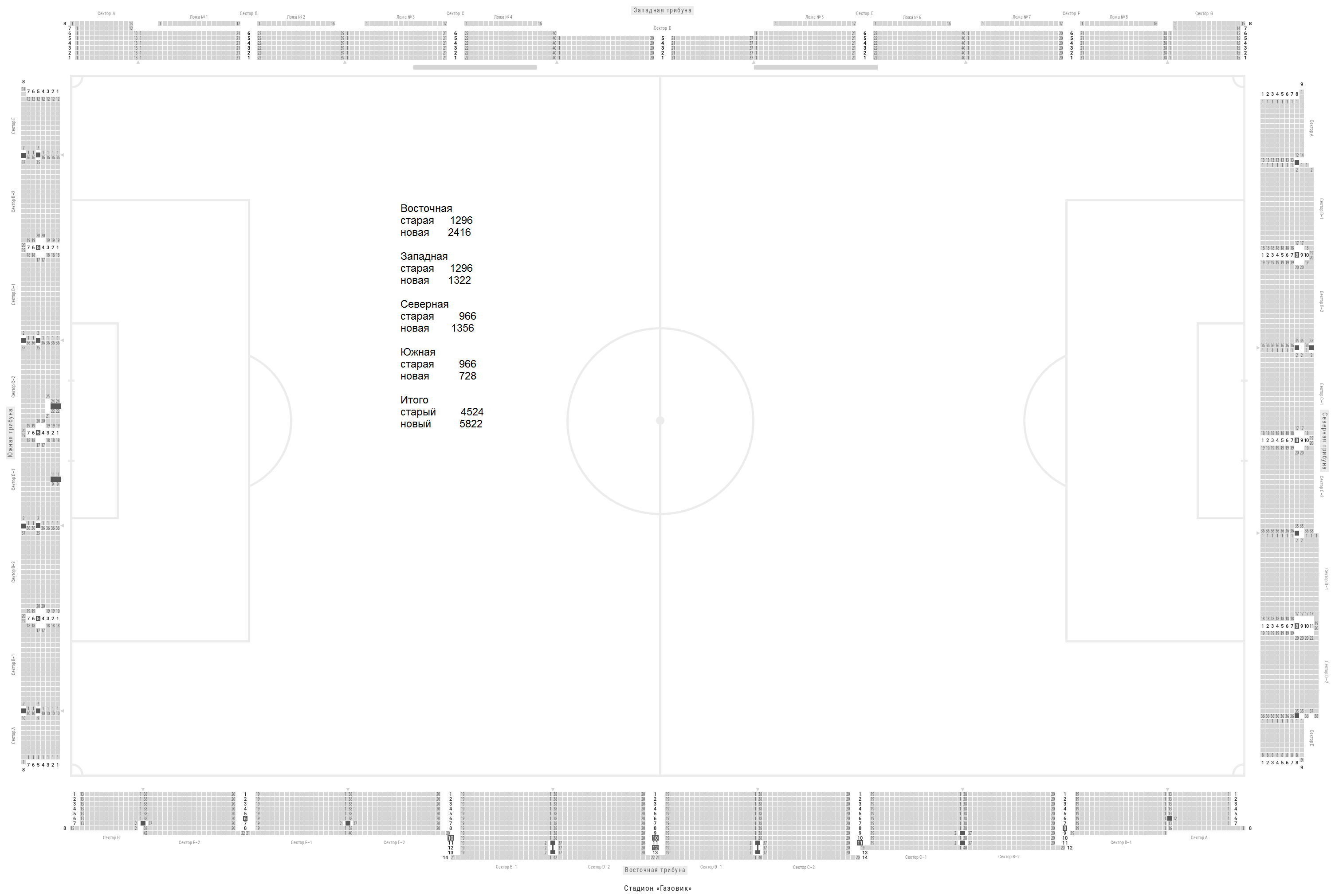
Схема мест стадиона Газовик после реконструкции. 2016

В Первенстве Футбольной национальной лиги сезона 2013/2014 «Газовик» уходил на зимнюю паузу, расположившись на 9-м месте в турнирной таблице. В это время началась поэтапная реконструкция стадиона по увеличению вместимости (до реконструкции стадион вмещал 4800 зрителей), возведению комфортных VIP-лож на Западной трибуне, возведению навеса над трибунами, и оборудованию новых трибун современным звуковым и световым оборудованием. Во время реконструкции ФК «Газовик» продолжал проводить матчи на стадионе — трибуны закрывали поочерёдно.
В апреле 2015 года завершена реконструкция Западной трибуны, в результате которой появились VIP-ложи и навес над зрительскими местами.
2 мая 2016 года «Газовик» досрочно оформил выход в Премьер-лигу. 5 мая 2016 года президент клуба Василий Столыпин заявил, что реконструкция будет завершена к старту нового сезона в РФПЛ, при этом в случае недопуска РФС стадиона «Газовик» в качестве резервного для домашних матчей клуба был заявлен стадион «Нефтяник» в Уфе. 6 мая 2016 года завершена реконструкция Восточной трибуны, над которой также появился навес, а её вместимость увеличилась почти в 2 раза. В июле 2016 года завершена реконструкция Северной трибуны.

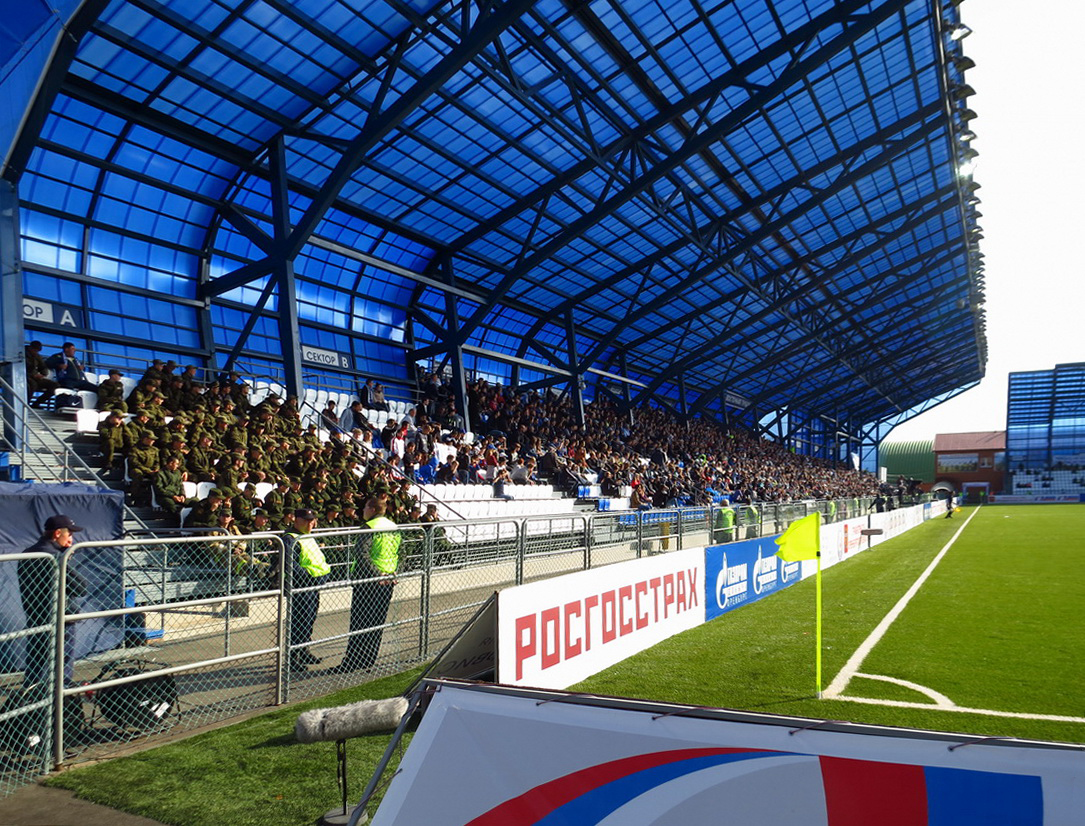
Восточная трибуна после реконструкции 2014−2016 годов стала вмещать в 2 раза больше зрителей

Оренбургскому клубу, летом 2016 года сменившему названию на «Оренбург», в итоге пришлось провести первый домашний матч раньше запланированной по календарю даты — ЦСКА обратился с просьбой о переносе матча, который должен был состояться в Москве 7 августа, из-за неготовности собственного стадиона. Несмотря на то, что Южная трибуна ещё находилась в процессе реконструкции, руководство РФПЛ разрешило «Оренбургу» провести матч на «Газовике», а не в Уфе, как предполагалось ранее. Для зрителей были открыты 3 трибуны. В результате 7 августа 2016 года «Оренбург» провёл на стадионе «Газовик» первый в истории клуба домашний матч в Премьер-лиге, в котором уступил действующему чемпиону России — ЦСКА с минимальным счётом 0:1, единственный гол в концовке встречи забил Роман Ерёменко.
27 августа 2016 года на стадионе был забит первый гол «Оренбурга» в Премьер-лиге — на 46-й минуте матча «Оренбург» — «Рубин» у хозяев отличился Дмитрий Ефремов.
14 сентября 2016 года завершена реконструкция Южной трибуны, 15 сентября получены разрешительные документы на её эксплуатацию. Таким образом, 16 сентября в матче 7 тура с московским «Спартаком» для зрителей впервые были открыты все 4 реконструированные трибуны. После реконструкции все зрительские места оказались под навесом.
В ходе реконструкции 2014—2016 годов озвучивались разные данные относительно итоговой вместимости стадиона — 7500, 8000 10000, 10500 зрителей, однако фактически после открытия всех трибун в сентябре 2016 года общее количество зрительских кресел составило 6298 (включая 8 VIP-лож, но не учитывая места для прессы и ложу для почётных гостей). В зимний перерыв сезона 2016/2017 было решено произвести локальное увеличение количества мест за счёт более рационального использования пространства над верхними рядами некоторых трибун, в результате чего на Восточной и Северной трибунах появились новые ряды и общая вместимость стадиона увеличилась до 6489 мест.

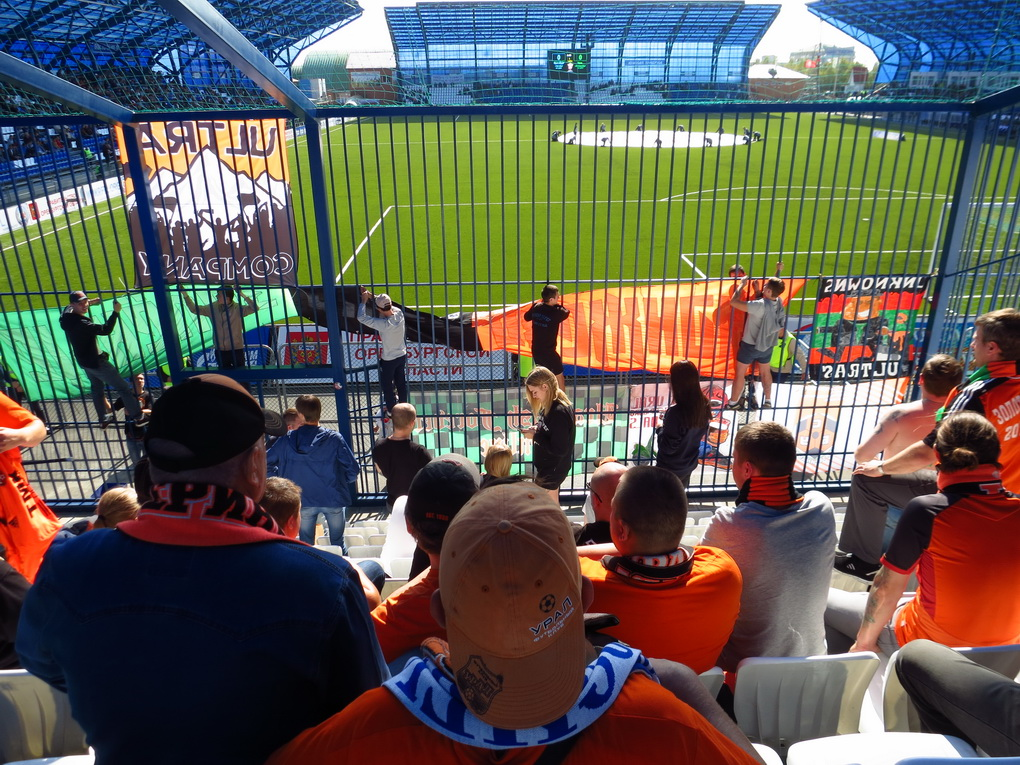
Массивные ограждения гостевого сектора Северной трибуны (зимой 2017 года демонтированы)

- Категория: 2, разряд: «B»[20] (в планах довести стадион до соответствия требованиям 1 категории[8]).
- Вместимость (всего) — 6489 зрителей[18]
  - Западная трибуна — 1481 место (в том числе 132 в восьми VIP-ложах)[18]
  - Северная трибуна — 1456 мест[18] (в том числе 3 гостевых сектора общей вместимостью 495 мест[~ 1])
  - Восточная трибуна — 2538 мест[18]
  - Южная трибуна — 1014 мест[18] (в том числе фан-сектор «Оренбурга» — 96 мест[~ 2])
- Мощность освещения: 1200 Люкс[20]
- Тип газона: искусственный, с подогревом, размер: 105 х 69 метров[20].

Все трибуны полностью закрыты козырьками, защищающими от осадков.
К старту весенней части чемпионата в марте 2017 года было произведёно ряд работ по совершенствованию стадиона, а именно:
- внедрение турникетных систем контроля управления доступом на всех входах стадиона.
- демонтаж массивного ограждения («клетки») гостевого сектора Северной трибуны и его замена на обычное.
- также на стадионе были полностью заменены места для запасных игроков — тренерские «скамейки». Современные прозрачные конструкции стали более эстетичными, создали комфорт командам и улучшили обзор болельщикам первых рядов Западной трибуны[19].

### Реконструкция 2021—2022 годов
В 2021 году «Оренбург» занял 2-е место в ФНЛ, но из-за несоответствия арены критериям высшего дивизиона (вместимость 7500 вместо требуемых 10 000) он не попал в РПЛ, поэтому в июле 2021 года началась реконструкция с целью увеличения вместимости, которая была завершена к началу сезона 2022/23. Появились новые трибуны и ярусы, также были модернизированы раздевалки, система вентиляции, для болельщиков установлены системы беспроводного доступа к интернету, вместимость стадиона составила 10 046 зрителей

## Транспорт
Добраться до стадиона можно на автобусе: маршрут № 56 из центральной части города.
Раньше функционировал троллейбусный маршрут № 9, на котором можно было доехать до стадиона, но 28 февраля 2005 года троллейбусное сообщение между центральной частью Оренбурга и Ростошами было закрыто.